# 南達科他號戰艦 (BB-57)
南達科他號戰艦（舷號BB-57）是一艘隸屬於美國海軍的戰艦，為南達科他級戰艦 (1941年)的首艦。她是美軍第三艘以南達科他州為名的軍艦。
南達科他號在1939年按照第二次文森法案（Second Vinson Act）開始建造，於1941年下水，並在1942年服役，其時美國已正式參與第二次世界大戰。接著南達科他號前往太平洋戰區，掩護美國航空母艦參與瓜達爾卡納爾島戰役。南達科他號在聖克魯斯群島戰役成功掩護企業號撤走，卻在瓜達爾卡納爾島海戰中遭到霧島號戰艦等重創，而要返回美國維修。維修後南達科他號短暫到大西洋巡航，然後返回太平洋，並先後參與吉爾伯特及馬紹爾群島戰事、馬里亞納群島及帛琉戰事、雷伊泰灣海戰、硫磺島戰役及沖繩戰役。日本投降後，南達科他號協助美軍佔領日本，並在東京灣見證日本簽字投降儀式。戰後南達科他號返國待命，在1947年退役，並在1962年除籍出售拆解。
南達科他號在二戰共獲得13枚戰鬥之星。